# 지그날 이두나 파르크
지그날 이두나 파르크(Signal Iduna Park) 은 독일 노르트라인베스트팔렌주 도르트문트에 위치한 축구 전용 경기장이다. 이 경기장은 독일 분데스리가의 축구 클럽인 보루시아 도르트문트의 홈구장으로 사용된다.
경기장의 현재 공식 명칭은 지그날 이두나 파르크(Signal Iduna Park) 로, 독일의 보험 회사이자 이 경기장의 스폰서 계약을 맺은 지그날 이두나 그룹의 이름을 땄으며, 2005년 12월에 체결된 이 계약은 2021년까지 유효하다. 경기장의 구명(舊名)인 베스트팔렌슈타디온의 명칭은 프로이센의 베스트팔렌 지방에서 유래되었으며, 이 베스트팔렌 지방은 현재 독일의 주들 중 하나인 노르트라인베스트팔렌주의 일부이다. 이 경기장은 유럽 내에서 가장 유명한 축구 경기장들 중 하나로 손꼽히며, 더 타임즈 (The Times)는 이 명성높은 경기장을 최고의 경기장으로 선정하였다.
이 경기장은 현재 80,720명의 관중 (좌석 및 입석) 을 수용할 수 있으며, 국제 경기에서는 65,718명 (좌석만 존재) 을 수용할 수 있다. 이 경기장은 독일에서 가장 큰 경기장이자 유럽에서 여섯 번째로 큰 경기장이다. 이 경기장은 2004-05 시즌동안 1.354M명의 팬들이 찾아, 평균 관중수로는 유럽 최고 기록을 경신하였다. 이 기록은 2011-12 시즌동안 1.37M명의 팬들이 경기장을 찾으며 또 경신되었다. 도르트문트 팬들의 열정은 50,000장이 넘는 시즌권의 구매로 이어졌다. 보통 24,454명의 팬들은 쥐트리뷰네 (Südtribüne) 로 불리는 스탠드를 차지하는데, 이 스탠드는 유럽 내에서 단일 스탠드로는 가장 크다. 이곳은 팽팽한 분위기로 알려져 있으며, 그에 따라 이 경기장 남쪽의 스탠드는 "노란 장벽" (Die Gelbe Wand) 라는 별명을 갖게 되었다. 이 경기장은 1974년 FIFA 월드컵과 2006년 FIFA 월드컵의 몇 경기들을 주최하기도 했다.
국가대표팀의 다양한 친선경기와 유럽 및 국제대회의 예선전 경기도 이곳에서 진행되었고, 유럽 클럽 대항전도 이곳에서 진행되었다. 1993년 보루시아 도르트문트는 이 경기장에서 유벤투스 FC와의 UEFA컵 결승전에 패했으나, 4년 후 뮌헨에서 벌어진 1997 UEFA 챔피언스리그 결승전에서 완승을 거두었다. 도르트문트는 2001년 UEFA컵 결승전의 개최도시이기도 했다.

## 역사
보루시아 도르트문트는 1960년대부터 기존의 홈구장인 로트 에어데 슈타디온 (Rote Erde Stadion, "적토(赤土) 경기장")의 확장과 리모델링이 필요하다고 생각하였고, 새 경기장의 건설 계획이 나오게 되었다. 1966년 UEFA 컵위너스컵 우승 (도르트문트는 유럽 대항전에서 우승을 거둔 최초의 독일 클럽이다.) 을 거두게 되면서, 급증하는 보루시아 도르트문트 팬들을 로트 에어데가 수용하기에는 너무 작았다. 도르트문트 시는 그러나, 새 경기장 건설을 돕기에 재정적 상황이 좋은 편은 아니었고 연방 재단 또한 경기장 신축의 지원 의사가 없었다.

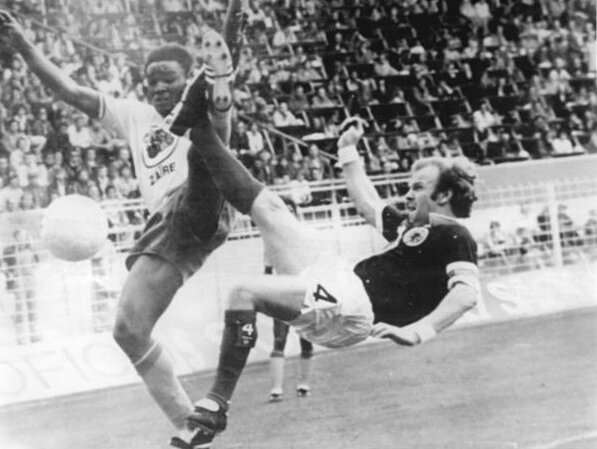
베스트팔렌슈타디온에서 빌리 브렘너 주장 (4번) 을 필두로 한 스코틀랜드 국가대표팀이, 자이르와의 1974년 FIFA 월드컵 경기에 임하고 있다.

1971년, 도르트문트는 본래 1974년 FIFA 월드컵 경기를 개최하려 했으나 포기한 쾰른을 대신하여 서독월드컵 개최도시로 선정되었다. 그에 따라, 쾰른 경기장을 위해 기존에 준비된 자금은 도르트문트가 사용할 수 있게 되었다. 그러나, 건축가와 설계가들은 낮게 책정된 예산 때문에 가격에 민감할 수밖에 없었다. 이 뜻은 60M DM짜리 타원형으로 육상 트랙을 가지고 60,000명을 수용할 수 있는 경기장은 설계 자체를 할 수 없었다. 그 대신 54,000명을 수용할 수 있는 더 저렴한 축구전용 경기장을 조립식의 콘크리트 경기장을 새로 지었다. 최종적으로 경기장 신축에는 32.7M DM의 예산이 들었고, 이중 1.6M DM은 로트 에어데의 리모델링 비용으로 사용되었다. 도르트문트 시는 6M DM의 부채를 떠안을 것으로 예상했으나, 실 부채액은 800,000 DM이었고, 이를 상환하는데에는 그리 긴 시간이 걸리지 않았고, 경기장의 높은 매출액 덕에 흑자를 보았다.
1974년 FIFA 월드컵에서 베스트팔렌슈타디온은 1차 조별리그 3경기와 2차 조별리그 1경기를 주최하였고, 경기장은 거의 매 경기 만원인 54,000명 가까이 채웠다.
1974년 4월 2일, 보루시아 도르트문트는 공식적으로 베스트팔렌슈타디온을 홈 구장으로 쓰기 시작하였고, 그 이후로 현재까지 베스트팔렌슈타디온을 홈구장으로 사용하고 있다. 비록 BVB는 1972년에 2 분데스리가로 강등당하였으나, 도르트문트는 2 분데스리가 팀의 홈구장으로는 1974년 월드컵 경기를 치른 유일한 신축 구장이 되었다. 1976년, 도르트문트는 분데스리가로 승격되었고, 그 이후로 도르트문트는 현재까지 이 경기장에서 독일 1부리그 경기를 치른다.

## 2006년 FIFA 월드컵
이 경기장은 2006년 FIFA 월드컵을 개최한 12 경기장들 중 하나였다. 그러나, FIFA는 상업적 스폰서쉽을 인정하지 않으므로, 경기장은 도르트문트 FIFA 월드컵 경기장이란 명칭을 월드컵 기간 동안 쓰게 되었다.
6번의 월드컵 경기가 이곳에서 열렸고, 이 중 독일의 도르트문트에서의 첫 국제경기 패배인 이탈리아와의 준결승전도 이곳에서 열렸다. 또한 트리니다드 토바고가 이 경기장에서 스웨덴을 상대로 역사상 첫 월드컵 경기를 치렀다.
| 날짜       | 시간(CET 기준) | 팀1               | 결과 | 팀2      | 라운드   | 관중   |
| ---------- | -------------- | ----------------- | ---- | -------- | -------- | ------ |
| 2006-06-10 | 18:00          | 트리니다드 토바고 | 0–0  | 스웨덴   | B조      | 62,959 |
| 2006-06-14 | 21:00          | 독일              | 1–0  | 폴란드   | A조      | 65,000 |
| 2006-06-19 | 15:00          | 토고              | 0–2  | 스위스   | G조      | 65,000 |
| 2006-06-22 | 21:00          | 일본              | 1–4  | 브라질   | F조      | 65,000 |
| 2006-06-27 | 17:00          | 브라질            | 3–0  | 가나     | 16강전   | 65,000 |
| 2006-07-04 | 21:00          | 독일              | 0–2  | 이탈리아 | 준결승전 | 65,000 |

## 레이아웃
로트 에어데 바로 옆에 위치하며, 베스트팔렌슈타디온은 4개의 지붕으로 덮인 그랜드스탠드로 이루어져 있고, 각 스탠드는 필드를 동서남북으로 감싼다. 동쪽과 서쪽 스탠드 (Ost- und Westtribüne)는 필드에 세로로 나란히 뻗어 있으며, 양 끝은 남쪽과 북쪽 스탠드 (Nord- und Südtribüne) 로 연결되어 있다.
본래 그랜드스탠드의 교차점은 연결되어 있지 않았으나, 이곳이 연결되었고, 현재 스탠드의 80%는 스탠드 아래에 놓여 있다. 동쪽과 서쪽 스탠드는 17,000명을 수용하며, 남쪽과 북쪽 스탠드는 37,000명의 입석 관중을 수용한다.

## 확장 공사

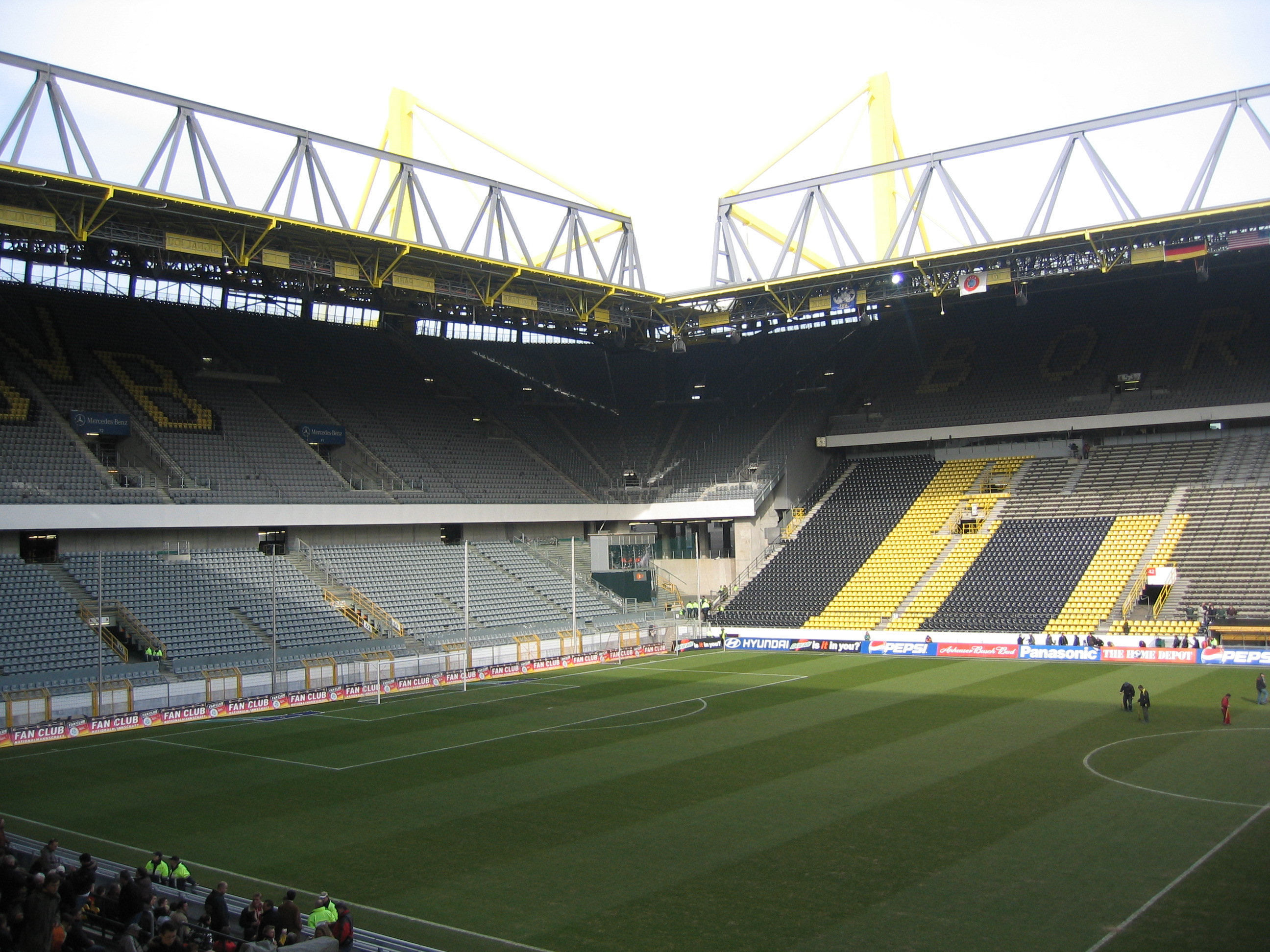
경기장 내부.

첫 확장은 1961년으로 거슬로 올라간다. 비록 1971년 10월 4일까지 필요한 자금이 조달되지 않았으나 시의회는 1971년부터 1974년까지 FIFA 월드컵을 목적으로 경기장을 리모델링 하기로 결정했다. 확장 계획에 따라 경기장에 3000통짜리 지붕이 경기장에 씌워졌다.
1992년 UEFA의 경기장 규정에 따라 경기장 수용력은 54,000명에서 감소하였다. 북쪽 스탠드 전체, 동쪽 서쪽 스탠드의 남쪽에 위치한 입석 형식의 그랜드스탠드는 좌석으로 전환되면서, 42,800명의 관중을 수용할 수 있게 되었다. 26,000석 중 23,000석이 좌석으로 전환되었고, 대부분 입석이었던 경기장은 좌석 위주의 경기장이 되었다.

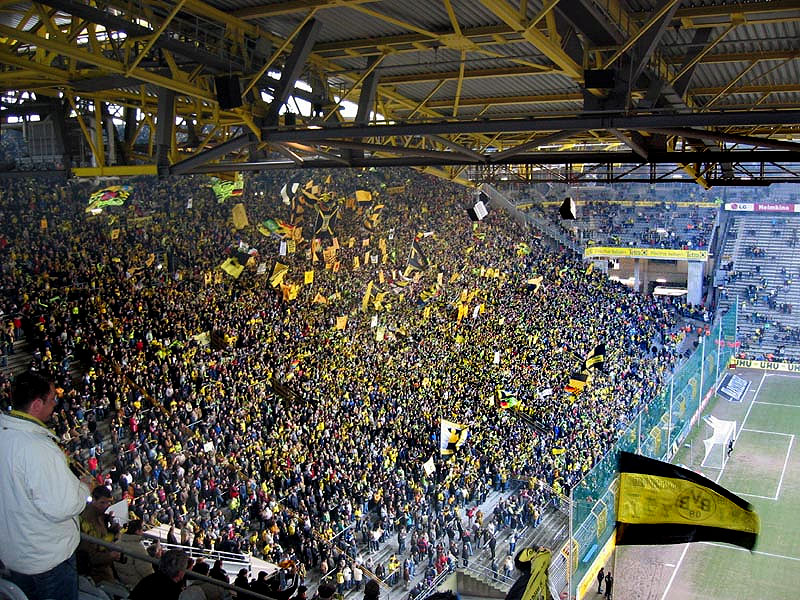
남쪽 스탠드, 쥐트리뷰네 (Die Südtribüne)는 유럽에서 가장 큰 입석 그랜드스탠드이다. 팬들은 "노란 장벽"이라는 뜻을 지닌 "디 겔베 반트" (Die Gelbe Wand) 라고 부른다.

1995년 도르트문트가 분데스리가 우승을 거두면서 베스트팔렌슈타디온은 확장 공사를 하였다. 독일에서는 최초로 경기장 확장은 민자 기업 주최로 하였으며, 동쪽과 서쪽 스탠드는 복층 스탠드로 전환되었다. 지붕이 교체되면서 각 스탠드는 6,000석이 늘어났다. 그에 따라 경기장의 수용 능력은 기존의 54,000명과 동일해졌고, 이중 대부분 (38,500석) 은 좌석으로 되어 있었다. 도르트문트의 UEFA 챔피언스리그 1996-97 우승 이후, 열정적인 팬들의 숫자는 더욱 늘어났고 베스트팔렌슈타디온은 또다시 확장되었다. 이번에는 남쪽과 북쪽 스탠드가 확장되었고, 그 결과 경기장 수용 능력이 68,800명으로 증가하였다. 남쪽의 입석 스탠드 ("쥐트리뷰네" (die Südtribüne), 홈관중이 모이는 곳)는 25,000석으로 유럽에서 가장 큰 입석 스탠드가 되었다.

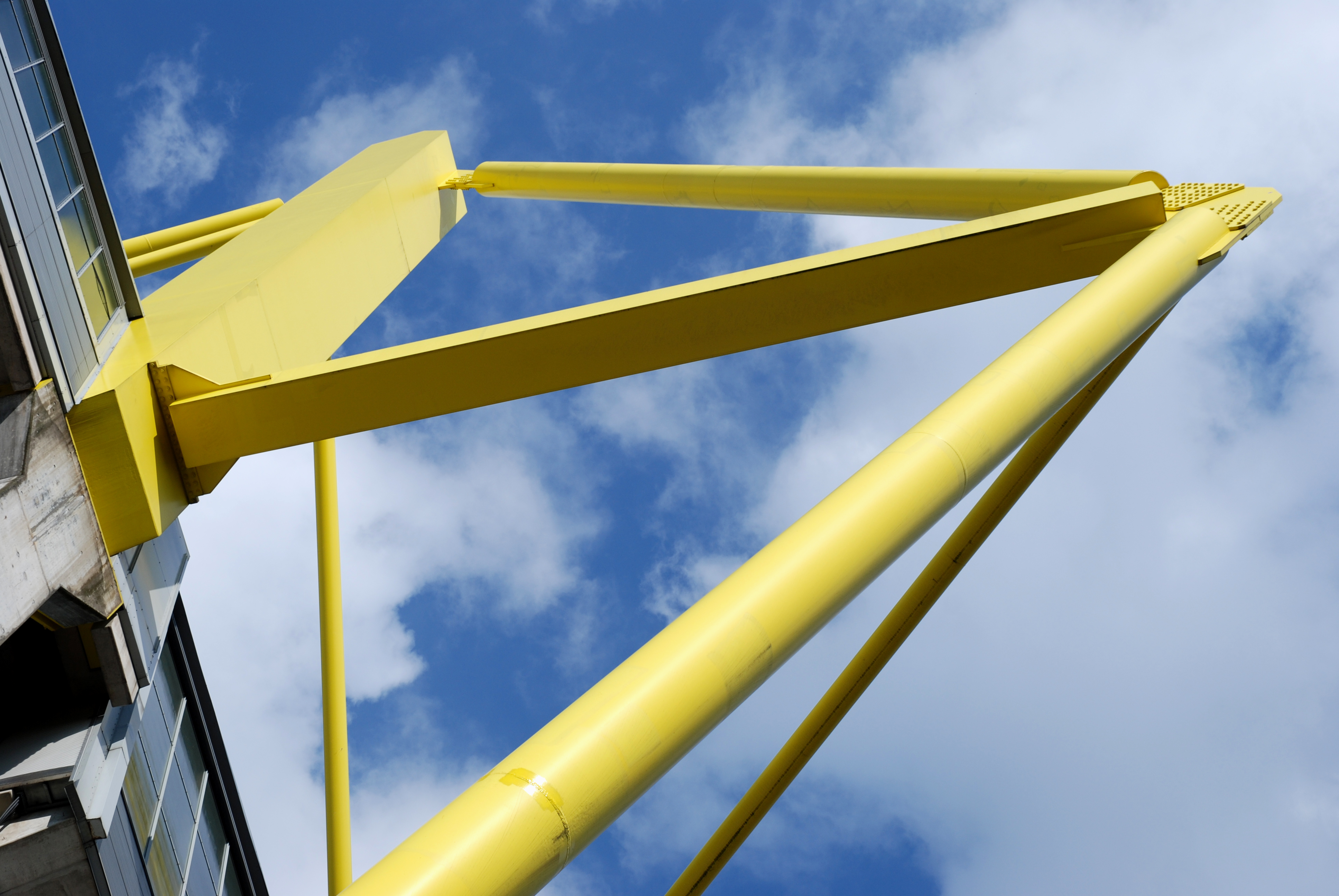
경기장의 특색인 노란 철탑.

현재 이 경기장은 유럽 내에서 가장 큰 경기장이자 가장 편안한 경기장들 중 하나로 손꼽힌다. 2006년 FIFA 월드컵을 앞두고 경기장은 또다시 리모델링 되었다. 경기장 바깥쪽은 현재 유리로 덮여 있고, 필드 아래에는 히터가 설치되었고 (겨울에서도 경기가 가능해진다) 가장 큰 지붕이 덮인 스탠드를 가졌다. 또한 베스트팔렌슈타디온은 80,720석으로 독일 내에서 가장 큰 경기장이다. 경기장 내에는 4개의 비디오 스크린이 설치되어 있다. 5번째 스크린은 북 스탠드 바깥쪽으로 설치되어 있으며 면적은 28m2이다.
2005년 12월 1일을 기점으로, 베스트팔렌슈타디온은 지그날 이두나 그룹과 경기장 스폰서 계약을 체결하였고, 이 계약은 2021년까지 유효하다.
2000년 독일은 월드컵 개최를 확정지은 뒤, 도르트문트의 베스트팔렌슈타디온은 대회의 주요 경기장들 중 하나가 될 것임을 확정하였다.

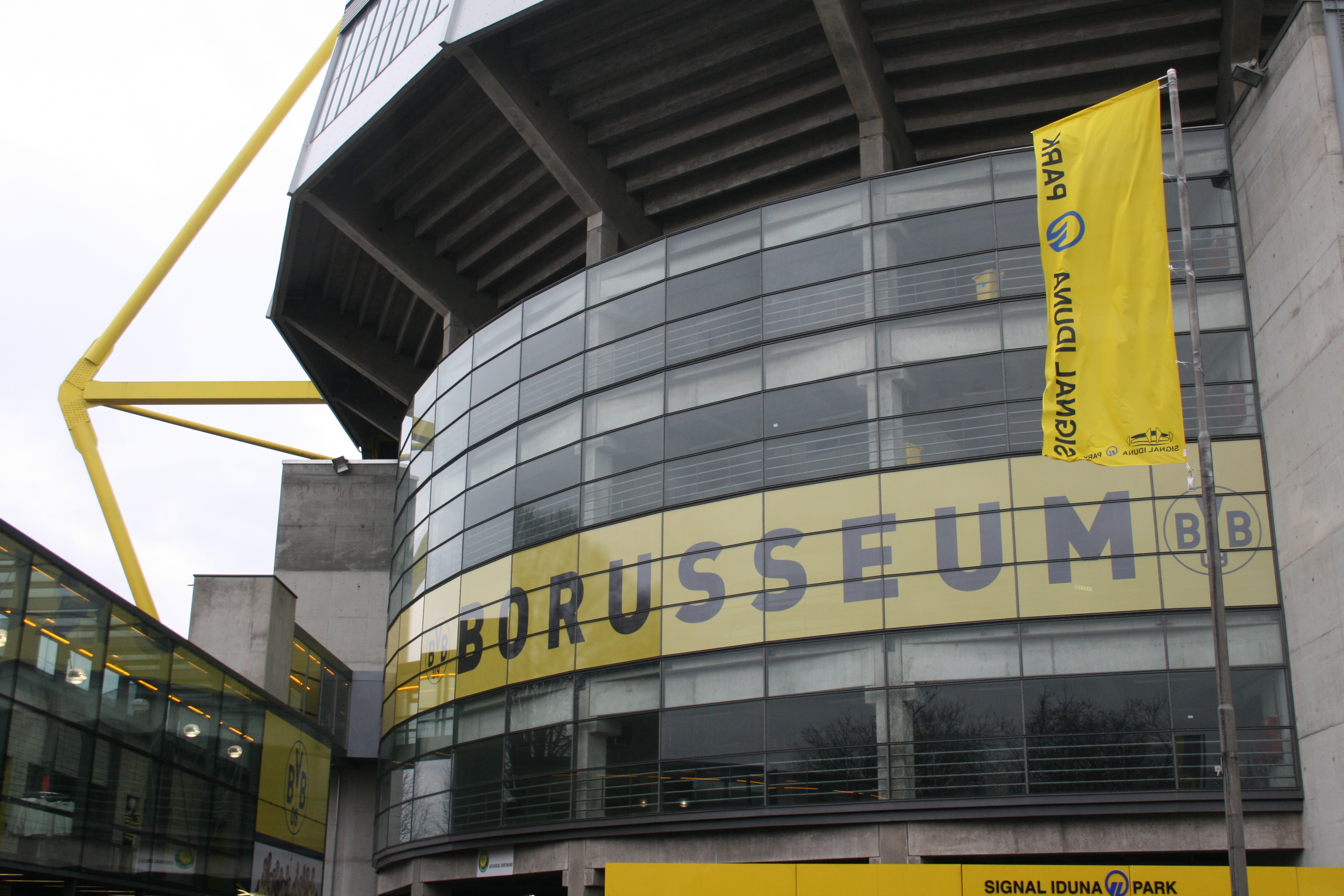
2008년 보루시아 도르트문트의 박물관인 보루세움 (Borusseum) 이 개관하였다.

그러나 베스트팔렌 슈타디온은 준결승전 주최를 위한 FIFA의 규정에 따르지 못해 부적합 판정을 받았고, 결국 세 번째 경기장 확장으로 이어졌다. 경기장의 네 귀퉁이에 새 스탠드가 세워져 기존의 스탠드 4개를 하나로 이었으며, 그에 따라 좌석수가 52,000석에서 67,000석으로 증가되었다. 더 나아가서, 귀퉁이에 새로 지어진 스탠드는 VIP석이 세워졌고, 그에 따라 경기장의 VIP석 숫자가 5,000석으로 증가하였다. 필드를 직관하기 좋도록 하기 위해서, 기존의 내부 지붕 지지대가 제거되고, 이후 경기장 지붕은 외부의 철탑으로 지지되게 되었다. 이 철탑은 BVB의 고유 색상인 노란색으로 칠해져 있다. 리모델링이 진행되면서, 경기장 리모델링 도중, 건설 근로자들은 제2차 세계 대전 당시 폭파되지 않은 450kg짜리 폭파되지 않은폭탄을 하프웨이 라인에서 남쪽으로 1m쯤 되는 곳에서 발견하였다. 폭발물 제거 작업에서 인근의 도르트문트 시민들이 대피하여야 했고, 1시간의 제거 작업 끝에 폭발물을 안전히 제거하였다.
현재 경기장은 80,720명의 팬들 (입석 포함) 을 리그 경기에서 수용할 수 있으며, 65,718명을 국제 경기에서 수용할 수 있다. 그에 따라, 남쪽 그랜드스탠드는 FIFA 규정에 부합하기 위해 좌석이 설치된다.

## 소유주
본래 베스트팔렌슈타디온의 소유주는 도르트문트 시였으나 나중에 보루시아 도르트문트에 매각되었고, 2002년에 다시 구단이 재정난에 처하자 경기장은 부동산 매물로 올랐다. 이후, 베스트팔렌슈타디온은 2년간 플로리안 홈의 소유가 되었으나, 다시 부동산과 보루시아 도르트문트의 공동 소유가 되었다. 기존에 도르트문트는 2017년에 다시 소유권을 되찾는 것을 목표로 했다. 그러나, 2005년 봄에 구단이 임대료를 지불하지 못하게 됨에 따라 구단은 재정난 해결 후에 이자를 포함하여 지불하기로 합의되었다. 이에 따라, 도르트문트는 구단의 부도 사태를 간신히 피할 수 있었다. 2006년, 보루시아 도르트문트는 모르간 스탠리로부터 대출하여 경기장을 다시 사들였다.
빚을 줄이기 위해, 경기장 명명권은 지역의 보험 회사인 지그날 이두나 그룹에게 매각되었다. 2005년부터 2021년까지 이 경기장은 "지그날 이두나 파르크"로 명명된다. 그러나, 2006년 FIFA 월드컵 당시, 경기장은 FIFA가 월드컵에서 명명권을 인정하지 않음에 따라 "도르트문트 FIFA 월드컵 경기장"으로 불렸다.

## 교통

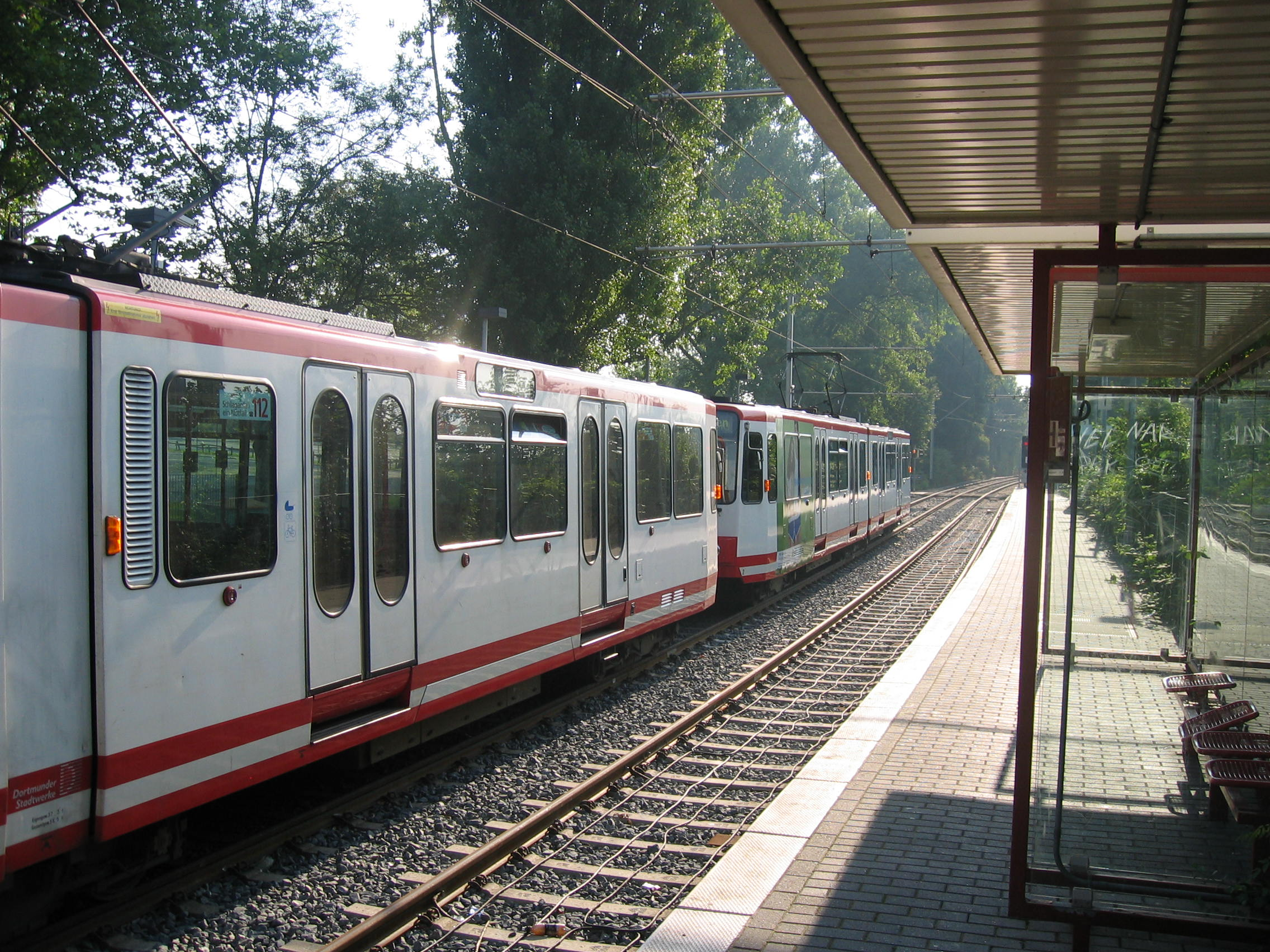
U45

지그날 이두나 파르크는 도르트문트 슈타트반 (경전철) U42노선 (테오도어-플리트너-하임 (Theodor-Fliedner-Heim) 역), U45노선 (슈타디온 (Stadion) 역) 이나 U46노선 (베스트팔렌할렌 (Westfalenhallen) 역이나 슈타디온 (Stadion) 역) 을 통해 도달할 수 있다. U45와 U46노선은 경기날에만 정차하는 슈타디온 (Stadion) 역을 경유하는 특징을 지닌다. 더 나아가 도이체 반은 도르트문트 지그날-이두나-파르크 (Dortmund Signal-Iduna-Park) 역을 운영하며, 평일 열차와 경기일 추가 열차가 정차한다. 이 역은 도르트문트 중앙역 (Dortmund Hauptbahnhof)를 통해서 이동 할 수 있으며, 하겐, 이절론, 뤼덴샤이트 같은 외곽의 도시를 통해서도 도달할 수 있다. 그러나, 일부 서포터들은 주로 U42노선이나 S4노선의 묄러브뤼케 (Möllerbrücke) 역에서 하차한 뒤 린덴만스트라세 (Lindemannstraße) 와 아어네케스트라세 (Arneckestraße), 크로이츠피어텔 (Kreuzviertel) 을 경유해 지그날 이두나 파르크까지 도보한다.
경기장은 도르트문트 공항에서 홀츠비케데 (Holzwickede) / 도르트문트 공항역 행선의 셔틀버스를 타고, 도르트문트 중앙역 방향의 RB59에 탑승해 지그날 이두나 파르크에서 하차하는 방법도 있다.
승용차를 이용하면, B 1 루어슈넬베흐 (Ruhrschnellweg) 와 B 54를 통해 접근할 수 있다. 주차는 경기장으로 가는 팬들을 위한 셔틀버스가 준비된 도르트문트 공과대학의 주차장에 하여도 좋다.